# Psyllocamptus quinquespinosus
Psyllocamptus quinquespinosus är en kräftdjursart som beskrevs av Coull 1970. Psyllocamptus quinquespinosus ingår i släktet Psyllocamptus och familjen Ameiridae. Inga underarter finns listade i Catalogue of Life.